# Sand (Goldkronach)
Sand ist ein Gemeindeteil der Stadt Goldkronach im Landkreis Bayreuth (Oberfranken, Bayern). Sand liegt in der Gemarkung Dressendorf.

## Geografie
Der Weiler liegt auf freier Flur an einer Gemeindeverbindungsstraße, die zur Staatsstraße 2163 bei Dressendorf (0,5 km südöstlich) bzw. am Sandhof vorbei nach Kottersreuth führt (1,2 km nördlich).

## Geschichte
Von 1797 bis 1810 unterstand der Ort dem Justiz- und Kammeramt Bayreuth. Mit dem Gemeindeedikt wurde Sand dem 1812 gebildeten Steuerdistrikt Benk und der zugleich gebildeten Ruralgemeinde Dressendorf zugewiesen. Am 1. Januar 1972 wurde Sand im Zuge der Gebietsreform in Bayern nach Goldkronach eingegliedert.

### Einwohnerentwicklung
| Jahr      | 001861 | 001871 | 001885 | 001900 | 001925 | 001950 | 001961 | 001970 | 001987 |
| Einwohner | 10     | 9      | 12     | 20     | 15     | 29     | 17     | 14     | 12     |
| Häuser    |        |        | 2      | 3      | 3      | 3      | 3      |        | 3      |
| Quelle    | [ 8 ]  | [ 9 ]  | [ 10 ] | [ 11 ] | [ 12 ] | [ 13 ] | [ 14 ] | [ 15 ] | [ 1 ]  |

## Religion
Sand ist evangelisch-lutherisch geprägt und bis heute nach Nemmersdorf gepfarrt.